# Крист, Герман
Конрад Герман Генрих Крист (нем. Konrad Hermann Heinrich Christ или нем. Hermann Christ, 12 декабря 1833 — 23 ноября 1933) — швейцарский ботаник.

## Биография
Конрад Герман Генрих Крист родился в Базеле 12 декабря 1833 года.
Крист был почётным членом и членом-корреспондентом более 20 научных обществ в Швейцарии и Европе. В течение 80 лет Герман опубликовал более 300 работ по географии растений, систематике и истории ботаники. Он внёс значительный вклад в ботанику, описав множество видов растений.
Конрад Герман Генрих Христ умер в Риэне 23 ноября 1933 года.

## Научная деятельность
Герман Крист специализировался на папоротниковидных, окаменелостях и на семенных растениях.

## Избранные научные работы
- Das Pflanzenleben der Schweiz, 1879.
- Die Farnkräuter der Erde, 1897.
- Die Farnkräuter der Schweiz, 1900, 2. 1982.
- Geographie der Farne, 1910.

## Почести
Род растений Christella H.Lév. (1915) семейства Thelypteridaceae был назван в его честь.